# ぽじポジたまご
『ぽじポジたまご』は、2008年（平成20年）3月31日から2016年（平成28年）9月30日まで、KBS京都テレビで放送されていた生放送の情報番組である。略称「ポジたま」。ハイビジョン制作。

## 概要
前身番組群も含めて17年以上放送されていた『田渕岩夫の得ダネ!てれび』の後継番組として放送開始。『得ダネ!てれび』と同様に週5日間の帯で放送されている。
番組は京都府内のグルメ情報やレジャー情報、京都サンガF.C.関連の情報など、地元の情報を主に取り上げている。ただし、単発コーナーにおいては滋賀県や兵庫県南あわじ市など、近畿各県の観光情報も取り上げている。放送当日の午後には番組の再放送を行っているが、KBSが午前の生情報番組を夕方に再放送するのは7年ぶりのことである。
2012年4月5日には放送1000回達成を記念し、10:30から12:50までの2時間20分スペシャルを放送した。

## 放送時間

### 本放送
- 月曜日 - 金曜日 10:30 - 11:25 （2008年3月31日 - 2009年3月27日）
- 月曜日 - 金曜日 10:30 - 11:54 （2009年3月30日 - 2016年9月30日）
- 京都府議会・京都市会中継がある日には12:00 - 12:55に放送。

### 再放送
- 月曜日 - 金曜日 16:00 - 16:55 （2008年3月31日 - 2009年3月27日）
- 月曜日 - 金曜日 15:00 - 16:25 （2009年3月30日 - 2011年4月1日）
- 月曜日 - 金曜日 15:30 - 16:55 （2011年4月4日 - ）

### 休止となる場合
祝日も基本放送となるが、次の場合は休止となる。
- 高校野球京都大会実施日（雨天中止時も復活なし）
- 年末年始

以下は、午後の再放送時のみ休止（本放送は通常通り）
- 京都府議会・京都市議会中継実施日
- うまDOKIで放送する中央競馬開催日（主にハッピーマンデーなどによる3連休の集中開催日）
- 競輪、競艇中継（全国発売規模の重賞開催日）
- 京都サンガFCのJ2リーグ（2016年）の中継が実施される日（主に平日が祝日と重複する日のデーゲーム）

## 出演者

### 総合司会
- 大浦理子（フリーアナウンサー）

### アシスタント
- トット - 2016年4月4日から出演。月曜日担当
- ファミリーレストラン - 2016年4月4日から出演。火曜日担当。
- 山田かつろう - 2009年3月30日から出演。当初は月曜日・火曜日担当、2011年4月からは月曜日から水曜日も担当だったが、2016年4月5日からは水曜日のみの担当。
- タナからイケダ - 2014年1月9日から出演。木曜日・金曜日担当。

### リポーター
- 涼宮菜月 - 月曜日担当。
- 小林さり - 火曜日担当。
- 岩田泉未 - 水曜日担当。
- 二村祥絵 - 木曜日担当。
- 池田琴弥 - 金曜日担当。

## 過去の出演者

### アシスタント
- 林哲也 - 月曜日・火曜日担当。
- 笑福亭鉄瓶 - 水曜日・木曜日・金曜日担当。
- プリンセス金魚 - 木曜日・金曜日担当。
- こけらおとし - 木曜日・金曜日担当。

### リポーター
- 坂本麻依 - 木曜日・金曜日担当。
- 濱本憲吾 - 月曜日担当。
- KINAKO - 月曜日担当。
- 中村百合 - 月曜日担当。
- 寺本章子 - 火曜日担当。
- 三浦希美 - 火曜日担当。
- 寺村由紀 - 水曜日担当。
- 西條みき - 水曜日担当。
- 宮本湯紀 - 木曜日担当。
- 東野結花 - 木曜日担当。
- 宮内亨（当時KBS京都アナウンサー） - 木曜日担当。
- アルコ - 金曜日担当。
- 野上優子 - 金曜日担当。

## 番組キャラクター
- ぽじポジくん - たまごの形をした男の子。
- ぽじばぶちゃん - ぽじポジくんの妹。

## 主なコーナー
濱本憲吾のポジティブ・エクササイズ
月曜日と金曜日のコーナー。
ぽじポジCOOKING
水曜日のコーナー。
京都サンガFC情報
水曜日のコーナー。
めざせ!爆笑王!?
木曜日、次世代を目指す若手芸人の芸を披露するコーナー、アシスタントのタナからイケダもコーナーの出身。
お散歩ぽじポジ
ハガキを出した視聴者が現金獲得あみだくじゲームに挑戦するコーナー。ゲームは2段方式のあみだくじ（真中になるともう一度選択する）で、5分の4の確率で賞金を獲得できる。最後×0を引いた場合には残念賞としてあぶらとり紙が貰える（最後×0でなくとも2回とも現金をすり抜ければ0のパターンもある。その場合にも賞品はあぶらとり紙になる）。前身の『得ダネ!てれび』（小判ザクザクうちでのこづちコーナー）では当たらなかった人は何も貰うことができなかったが、この番組では当たらなくても抽選で毎月10名に京都米がプレゼントされるようになった。しかし、『得ダネ!てれび』ではOKだった代理人のゲーム参加は不可能になった。
星座占い
西洋占星術カウンセラー・しろたまによる星座占い。その日の運勢順にそれぞれの星座の幸福度、金運、ラッキーフードが表示される。最下位の星座には、さらに運気アップに繋がる救いの一言が告げられる。